# Desserath
Desserath ist eine kleine Ortschaft in der östlichen Vulkaneifel. Sie ist ein Ortsteil der Ortsgemeinde Deudesfeld im Landkreis Vulkaneifel in Rheinland-Pfalz.
Die Ortslage befindet sich zwischen Deudesfeld im Osten und der Nachbargemeinde Meisburg im Westen. Die beide Gemeinden verbindende Landesstraße 16 verläuft durch den Ort.
Desserath besteht aus gut einem Dutzend Wohngebäuden und liegt auf einer Höhe von etwa 420–450 Meter über Normalnull. Die Siedlung erstreckt sich auf einem ansteigenden Höhenrücken westlich des Tals der Salm, einem linken Zufluss der Mosel.
Im Bachtal gibt es noch einige erhaltene Wassermühlen, die, neben weiteren Zielen, über ein gekennzeichnetes Netz von Wanderwegen erschlossen werden. In Desserath befinden sich noch einige, teilweise im Nebenerwerb bewirtschaftete, landwirtschaftliche Betriebe. Darüber hinaus spielt auch der Tourismus eine nicht unerhebliche Rolle; es gibt in Desserath heute zwei Hotelpensionen.